# Cheddleton
Cheddleton is een civil parish in het bestuurlijke gebied Staffordshire Moorlands, in het Engelse graafschap Staffordshire.

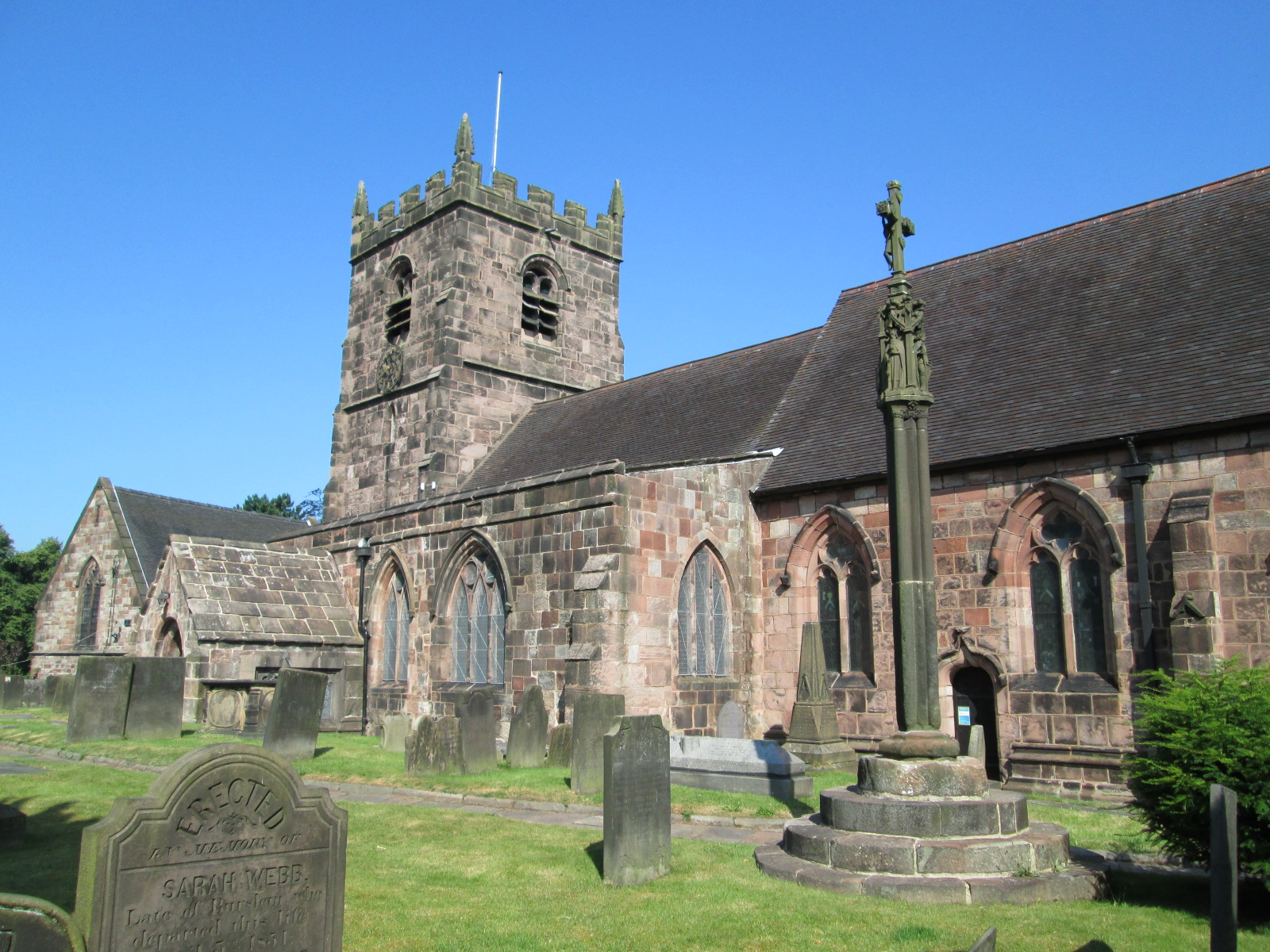
Kerk van St Edward
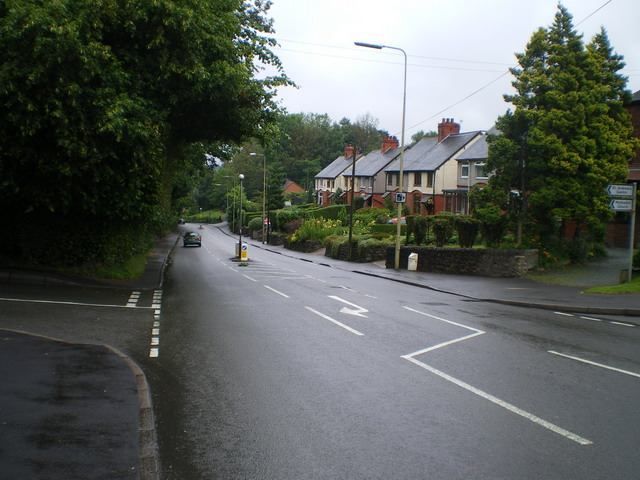
Cheddleton Hill